# Эрозия эмали зубов

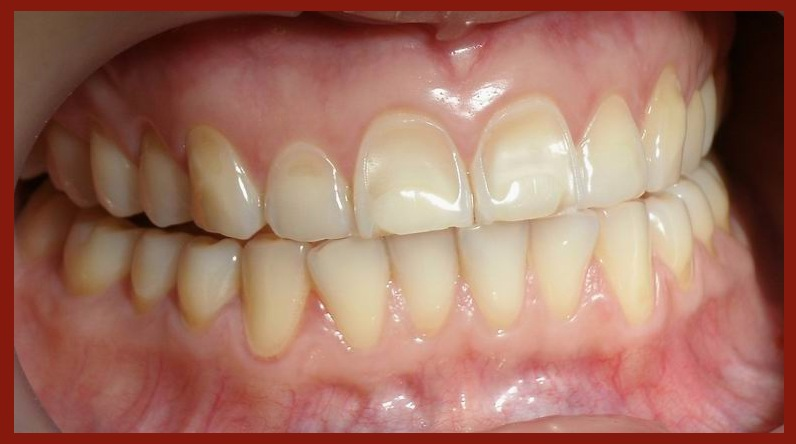
Эрозия зубной эмали,
(некариозные поражения зубов
II группы)

Эрозия эмали зубов — это поражение эмали зубов, а в некоторых случаях и дентина.
Все заболевания, которые есть в стоматологии, разделяют на кариозные и некариозные поражения. Именно к некариозным поражениям относится эрозия эмали зубов. Также эрозия может образоваться вследствие прорезывания зуба.

## Симптомы
Эрозия эмали зубов сразу не бросается в глаза. Она представляет собой потускневшие (в результате деминерализации) пятна или дефекты округлой, овальной, но чаще неправильной формы в твёрдых тканях зуба, как правило, расположенные на фронтальной или щёчной поверхности симметрично на одноимённых зубах.:4 Преимущественно поражаются резцы верхней челюсти, а также клыки и премоляры обеих челюстей. Дно эрозии, как правило, плотное, гладкое и блестящее. В начале развития эрозия чаще всего имеет вид округлого или овального дефекта на вестибулярной поверхности зуба, однако в дальнейшем происходит постепенное углубление и расширение границ эрозии, что может, в конечном счёте, привести к утрате почти всей эмали вестибулярной поверхности зуба, а также части дентина.:120
Выделяют три степени поражения зубов, в зависимости от глубины вовлекаемых в процесс тканей. Так, I (первая) или начальная степень определяется поражением только поверхностных слоёв эмали, при II (второй) или средней степени в сферу патологического процесса включается уже вся толщина эмали вплоть до эмалево-дентинного соединения, а вовлечение дентина будет свидетельствовать уже о III (третьей) глубокой степени поражения. Кроме того, в соответствии с активностью протекания процесса различается две клинические стадии заболевания: период обострения и период ремиссии.:130-131
Нередко эрозии зубов сочетаются с повышенным стиранием режущих краёв резцов и жевательных поверхностей премоляров и моляров. В отличие от клиновидных дефектов, последняя форма некариозных поражений зубов значительно чаще развивается у молодых людей (до 30—35 лет).
Сам по себе термин «эрозия зубов» используется преимущественно в отечественной литературе, синонимом его в зарубежной (и, особенно, англоязычной) литературе, придерживающейся версии кислотного происхождения эрозии зубов, является более узкий термин: «acid erosion».

## Анамнез и причины возникновения
При данном заболевании могут быть поражены, помимо эмали, твердые ткани зуба, также существует вероятность поражения дентина. Специалисты до сих пор не выяснили причину возникновения этого заболевания. Естественно, этиология эрозии эмали тщательно изучается, при этом существует теория о провоцировании заболевания механическим воздействием зубного порошка, зубной щетки, а также вследствие употребления большого количества цитрусовых.

Клинические исследования показали, что эрозия эмали зубов может возникнуть на фоне патологии эндокринной системы, в частности заболеваний щитовидной и половых желез. Также было установлено, что эрозией эмали чаще болеют люди среднего и пожилого возраста.
Системный подход в обосновании этиопатогенеза некариозных поражений зубов (эрозий, клиновидных дефектов, патологической стираемости и гиперестезии), их дальнейшего развития, а также полный алгоритм обследования и лечения пациенток впервые был представлен Г. Е. Соловьёвой-Савояровой в диссертации «Некариозные поражения зубов как маркеры гормонально-метаболических нарушений у женщин» (2006—2009), а затем в профильной монографии «Эстрогены и некариозные поражения зубов» (2012). Последние исследования российских учёных и медиков указывают на то, что важнейшую роль в патогенезе некариозных поражений зубов у женщин играют системные гормонально-метаболические нарушения, и в первую очередь — снижение базального уровня эстрадиола в крови.:53-54.

В частности, у женщин с некариозными поражениями зубов выявлено пониженное содержание ионизированного кальция и магния в крови, повышение биохимических маркёров костной резорбции, снижение показателей минеральной плотности костной ткани (по данным денситометрии).:152 Низкая концентрация эстрогенов в крови является ведущей патогенетической причиной развития эрозий, клиновидных дефектов и патологической стираемости зубов у женщин. В то же время женщины, имеющие эту патологию, входят в группу риска развития остеопороза. Именно вследствие этого сами некариозные поражения зубов (эрозии, клиновидные дефекты, патологическая стираемость) считаются ранними маркёрами, «сигналами тревоги» формирования остеопении и остеопороза.:131

«Женщины, имеющие некариозные поражения зубов (эрозии, клиновидные дефекты и повышенную стираемость), входят в группу риска развития остеопороза, при этом сами некариозные поражения зубов являются видимыми маркёрами (сигналами тревоги) гормонально-метаболических нарушений в организме».:131— Соловьёва-Савоярова Г.Е., «Эстрогены и некариозные поражения зубов»

## Лечение
Врач проводит терапию реминерализации. Но в лечебной практике мало случаев обращения пациентов на начальной стадии заболевания. Если деминерализация во время не остановлена, то начинается дефект твердых тканей, при этом распространяется по всему зубу, как на поверхности, так и в глубину. Процесс может достигнуть дентина. Причем проблема становится не только эстетической. Во время заболевания зубы становятся восприимчивыми, что приводит к болезненным ощущениям при приеме пищи, при нахождении на холоде и в других ситуациях.
Обращение к врачам на поздних стадиях эрозии эмали при применении реминерализационной терапии положительного результата уже не даст. Дефект зубной эмали чаще всего закрывают пломбировочными материалами, винирами или коронками.